# Stylonemataceae
Stylonemataceae, porodica crvenih algi, dio je reda Stylonematales. Postoji preko 40 priznatih vrsta u 15 rodova.

## Rodovi i broj vrsta
1. Bangiopsis F.Schmitz 3
2. Chroodactylon Hansgirg 3
3. Chroothece Hansgirg 9
4. Colacodictyon Feldmann 1
5. Empselium G.I.Hansen & Scagel  1
6. Goniotrichiopsis G.M.Smith 2
7. Kyliniella Skuja 1
8. Neevea Batters  1
9. Purpureofilum J.A.West, Zuccarello & J.L.Scott 1
10. Rhodaphanes J.A.West, G.C.Zuccarello, J.L Scott & K.A.West 1
11. Rhodosorus Geitler 2
12. Rhodospora Geitler 1
13. Stylonema Reinsch 19
14. Tsunamia J.A.West, G.I.Hansen, Zuccarello & T.Hanyuda  1
15. Viator G.I.Hansen, J.A.West, & G.C.Zuccarello 1